# Fotogravurzeichner
Fotogravurzeichner war ein Beruf aus der Druckindustrie. Das Berufsbild wurde von 1961 bis 1998 ausgebildet und durch Mediengestalter Digital und Print abgelöst.
In Deutschland befanden sich Ausbildungsbetriebe insbesondere in den Regionen Krefeld und Lörrach sowie dem benachbarten Elsass in Frankreich. In Österreich lag eines der Schwerpunktzentren für die Arbeit als Fotogravurzeichner in Vorarlberg.

## Arbeitsfeld
Der Arbeitsbereich umfasste in der vordigitalen Zeit das Kopieren, Umzeichnen und Anfertigen von Farbauszügen, zumeist von Hand, seltener fotografisch oder mechanisch.
Vorlagen dafür waren Entwurfszeichnungen, Abriebe von Texturen oder Vorlagen aus der Natur. Je nach Anforderung entstand eine auf die spezifische Anwendung bezogene Umsetzung. Insbesondere im Textil- und Tapetendruck stand der Rapport mit an erster Stelle, das heißt die Aneinanderreihung, um eine nahtlose Fläche mit dem zu erstellenden Muster zu erhalten. Mit dazu gehörten weitere Aufgaben, wie das Ausgleichen von Formen oder Farbverteilung, um ein möglichst ruhiges Erscheinungsbild des Druck- oder Prägemusters zu erhalten.
Als „Ausgabemedium“ dienten transparente Zeichnungen, zumeist aber fotografische Strichfilme, die dann für die Weiterverarbeitung auf Sieben, Druckwalzen und -platten Verwendung fanden.
Fotogravurzeichner arbeiteten in Fotogravuranstalten, bei Druckwalzenherstellern und in Betrieben, die Tapeten, Textilien sowie Kunststoffe bedrucken. Dort übten sie ihre Tätigkeit in der Werkstatt, Zeichenbüros oder später an Bildschirmarbeitsplätzen aus.

## Ausbildung
Der Fotogravurzeichner war ein 2,5- bis 3-jähriger Ausbildungsberuf, der praktisch sämtliche Druckverfahren umfasste. Dazu gehörten Verfahren wie die Herstellung von Verpackungen der Lebensmittelindustrie bis hin zur Klischeeanfertigung.
Zu erlernende Zeichentechniken waren:
- Freihandzeichnen
- Federzeichnen
- Pinselzeichnen, Aquarellieren
- Airbrush

Zu vermittelnde Kenntnisse waren:
- Einführung in die wichtigsten Stilarten
- Farbenlehre und -harmonie

Zugangsberuf in der DDR: Facharbeiter – Reproduktionstechnik (Vorlagenretusche)

## Nachfolgeberufe
Nachfolgeberufe sind:
- Mediengestalter – Digital-/Printmedien – Mediendesign
- Mediengestalter – Digital-/Printmedien – Medienberatung
- Mediengestalter – Digital-/Printmedien – Medienoperating
- Mediengestalter – Digital-/Printmedien – Medientechnik